# Joana Angélica (pel·lícula)
Joana Angélica és una pel·lícula brasilera de migmetratge del 1979 dirigida per Walter Lima Jr., amb guió de Washington Novaes, basada en la història de la monja Joana Angélica de Jesus.

## Argument
Joana Angélica, perseguida per la seva bellesa, va trobar la seva salvació i el seu final en el sacerdoci. Va fundar la seva pròpia orde i va morir defensant el convent de Lapa a Salvador a l'estat de Bahia dels soldats portuguesos. Va ser la primera màrtir de la lluita que va continuar fins a l'alliberament definitiu de Bahia, el 2 de juliol de 1823, dia de la independència de Bahia i punt final de la Guerra d'Independència del Brasil.

## Repartiment
- Maria Fernanda
- Walmor Chagas
- Luís Jasmim
- Harildo Deda
- Bemvindo Sequeira
- Sonia dos Humildes